# 1900년 이탈리아 총선
1900년 이탈리아 총선은 이탈리아 하원 508인을 선출하기 위한 첫 선거로 1900년 6월 3일 1차 투표, 6월 10일 2차 투표가 치러졌다. 역사적 좌파 진영이 508석 중 296석을 차지하여 원내 제1당이자 거대 여당 지위를 유지하였다.
기존의 중선거구제에서 508개 소선거구제로 전환되어 치러진 선거였다. 이와 동시에 선거법 개정으로 후보자의 지역구 당선 요건으로 절대 과반수 득표와 더불어 등록유권자 6분의 1 이상의 득표를 얻어야 한다는 조항이 폐지된 선거였다.

## 상세
1898년 6월 안토니오 스타라바 디 루디니 총리의 내각이 실각하자 루이지 펠루 장군이 움베르토 1세 국왕으로부터 내각구성권을 위임받고 내무장관직에 올랐다. 1899년 5월 대중국 정책을 이유로 사임하였으나 직후 다시 내각을 구성하게 되었다. 루이지 펠루의 2차 내각은 군부 친화적이고 보수 성향이었으며 1876년 이래 가장 보수적이었던 내각으로 평가받는다.
일례로 이탈리아 남부의 혁명세력에 엄정 조치를 취하였는데, 경찰법 개정을 위한 공공안전법안을 루디니 전 내각으로부터 이어받아 국왕재가를 거쳐 공포하였다. 이 법은 국가공무원의 파업을 불법으로 규정하고, 공개집회 금지와 반체제조직 해산에 관한 정부 권한을 확대하였으며, 정치범죄자에 대한 추방 및 예비체포 조치를 부활시키고, 문제되는 언론기사의 저자에게 책임을 묻고 폭력선동을 범죄로 규정함으로서 언론 통제를 강화하는 법이었다. 당시 이 법은 이탈리아 사회당을 중심으로 극렬한 반발을 불러일으켰으며, 이후 사회당은 역사적 좌파와 역사적 극좌 세력과 힘을 합쳐 1900년 5월 펠루 장군으로 하여금 하원을 해산하고 6월 총선 후 사퇴시키는 데 성공하게 되었다.

## 참여 정당
| 정당 | 정당            | 성향     | 대표                        |
| ---- | --------------- | -------- | --------------------------- |
|      | 역사적 좌파     | 자유주의 | 조반니 졸리티               |
|      | 역사적 우파     | 보수주의 | 안토니오 스트라바 디 루디니 |
|      | 이탈리아 사회당 | 사회주의 | 필리포 투라티               |
|      | 역사적 극좌     | 급진주의 | 에토레 사키                 |
|      | 이탈리아 공화당 | 공화주의 | 나폴레오네 콜라자니         |

## 선거 결과
|                                        |                 |           |        |           |      |
| 정당                                   | 정당            | 득표수    | %      | 의석수    | 변화 |
|                                        | 역사적 좌파     | 663,418   | 52.28% | 296 / 508 | -33  |
|                                        | 역사적 우파     | 271,698   | 21.41  | 116 / 508 | +17  |
|                                        | 이탈리아 사회당 | 164,946   | 13.00  | 33 / 508  | +18  |
|                                        | 역사적 극좌     | 89,872    | 7.08   | 34 / 508  | -8   |
|                                        | 이탈리아 공화당 | 79,127    | 6.24   | 29 / 508  | +4   |
| 총합                                   | 총합            | 1,269,061 | 100.00 | 508       | 0    |
| 유효표                                 | 1,269,061표     | 97.03%    |        |           |      |
| 무효표                                 | 38,888표        | 2.97%     |        |           |      |
|                                        |                 |           |        |           |      |
| 총 투표수                              | 1,307,949표     | 100.00%   |        |           |      |
| 유권자 (투표율)                        | 2,248,509표     | 58.17%    |        |           |      |
| 출처: National Institute of Statistics |                 |           |        |           |      |